# Monica Ali
Monica Ali (Dhaka, Bangladeš, 20. listopada 1967.), autorica romana Brick Lane, njenog prvijenca, koji se našao u užem izboru za prestižnu nagradu Booker za 2003. godinu.
Ali je rođena u Dhaki, Bangladeš. Obitelj se seli u Englesku kada je Ali stara tri godine. Odrasla je u Boltonu, sjevernoj Engleskoj, u blizini Manchestera. Studirala je filozofiju, političke znanosti i ekonomiju na Sveučilištu u Oxfordu.
Ali živi u južnom Londonu sa suprugom Simonom, poslovnim konzultantom i njihovih dvoje djece, Felix i Shumi.